# Velvet Gloves and Spit
Velvet Gloves and Spit è il terzo album discografico in studio del cantautore statunitense Neil Diamond, pubblicato nel 1968.

## Tracce
Lato 1
Testi e musiche di Neil Diamond.
1. Two-Bit Manchild – 3:07
2. A Modern Day Version of Love – 2:53
3. Honey-Drippin' Times – 2:03
4. Pot Smoker's Song – 4:04
5. Brooklyn Roads – 3:40
6. Shilo (Re-recording) – 2:58

Lato 2
Testi e musiche di Neil Diamond.
1. Sunday Sun – 2:47
2. Holiday Inn Blues – 3:16
3. Practically Newborn – 3:31
4. Knackelflerg – 2:24
5. Merry-Go-Round – 3:33